# Нік Ліндал
Нік Ліндал (англ. Nick Lindahl; нар. 31 липня 1988) — колишній австралійський тенісист.
Найвищу одиночну позицію світового рейтингу — 187 місце досяг 17 травня 2010, парну — 585 місце — 29 липня 2013 року.

## Фінали ATP Челленджер і ITF Ф'ючерс

### Одиночний розряд: 16 (6–10)
| Легенда              |
| -------------------- |
| ATP Челленджер (0–1) |
| ITF Ф'ючерс (6–9)    |

| Фінали за покриттям |
| ------------------- |
| Тверде (5–9)        |
| Ґрунт (1–1)         |
| Трава (0–0)         |
| Килим (0–0)         |

| Результат | В-П  | Дата     | Турнір                       | Рівень     | Покриття | Суперник             | Рахунок                 |
| --------- | ---- | -------- | ---------------------------- | ---------- | -------- | -------------------- | ----------------------- |
| Поразка   | 0–1  | Лип 2006 | США F18, Джоплін             | Ф'ючерс    | Тверде   | Шеннон Неттл         | 7–6(7–4), 6–7(1–7), 2–6 |
| Поразка   | 0–2  | Сер 2006 | Таїланд F5, Nonthaburi       | Ф'ючерс    | Тверде   | Чун Хі Сьок          | 1–6, 1–6                |
| Перемога  | 1–2  | Вер 2006 | Австралія F6, Маккай         | Ф'ючерс    | Тверде   | Садік Кадір          | 2–6, 6–4, 6–4           |
| Поразка   | 1–3  | Бер 2007 | Нова Зеландія F1, Веллінгтон | Ф'ючерс    | Тверде   | Ім Кю Те             | 4–6, 1–6                |
| Поразка   | 1–4  | Бер 2007 | Нова Зеландія F2, Гамільтон  | Ф'ючерс    | Тверде   | Саймон Рей           | 5–7, 6–3, 4–6           |
| Поразка   | 1–5  | Лип 2007 | США F17, Пеорія              | Ф'ючерс    | Ґрунт    | Майкл Яні            | 7–6(7–5), 3–6, 2–6      |
| Перемога  | 2–5  | Вер 2007 | Індонезія F4, Манадо         | Ф'ючерс    | Тверде   | Колін Ебелтіт        | 6–4, ret.               |
| Перемога  | 3–5  | Жов 2007 | Австралія F8, Траралґон      | Ф'ючерс    | Тверде   | В'єкослав Скедерович | 6–1, 7–5                |
| Перемога  | 4–5  | Вер 2008 | Австралія F5, Рокгемптон     | Ф'ючерс    | Тверде   | Брендан Маккензі     | 6–1, 6–2                |
| Поразка   | 4–6  | Вер 2008 | Австралія F7, Джимпі         | Ф'ючерс    | Тверде   | Ендрю Коело          | 3–6, 4–6                |
| Перемога  | 5–6  | Жов 2008 | Австралія F9, Сейл           | Ф'ючерс    | Ґрунт    | Марінко Матосевич    | 6–4, 6–0                |
| Поразка   | 5–7  | Лип 2009 | Аптос, США                   | Челленджер | Тверде   | Кріс Гуччоне         | 3–6, 4–6                |
| Поразка   | 5–8  | Жов 2010 | Австралія F8, Порт-Пірі      | Ф'ючерс    | Тверде   | Колін Ебелтіт        | 6–3, 5–7, 3–6           |
| Перемога  | 6–8  | Жов 2010 | Австралія F9, Happy Valley   | Ф'ючерс    | Тверде   | Брайден Клейн        | 7–6(7–5), 6–3           |
| Поразка   | 6–9  | Вер 2011 | Австралія F7, Дарвін         | Ф'ючерс    | Тверде   | Айзек Фрост          | 1–6, 6–4, 4–6           |
| Поразка   | 6–10 | Кві 2012 | В'єтнам F1, Хошимін          | Ф'ючерс    | Тверде   | Хозе Стейтам         | 2–5 ret.                |

### Парний розряд: 5 (3–2)
| Легенда              |
| -------------------- |
| ATP Челленджер (0–0) |
| ITF Ф'ючерс (3–2)    |

| Фінали за покриттям |
| ------------------- |
| Тверде (3–1)        |
| Ґрунт (0–1)         |
| Трава (0–0)         |
| Килим (0–0)         |

| Результат | В-П | Дата     | Турнір                       | Рівень  | Покриття | Партнер           | Суперники                        | Рахунок            |
| --------- | --- | -------- | ---------------------------- | ------- | -------- | ----------------- | -------------------------------- | ------------------ |
| Поразка   | 0–1 | Бер 2007 | Нова Зеландія F1, Веллінгтон | Ф'ючерс | Тверде   | Колін Ебелтіт     | Карстен Болл Адам Фіні           | 6–4, 2–6, 6–7(5–7) |
| Поразка   | 0–2 | Жов 2007 | Австралія F6, Sawtell        | Ф'ючерс | Ґрунт    | Марінко Матосевич | Майлз Армстронґ Страхіня Бобусич | без гри            |
| Перемога  | 1–2 | Вер 2012 | Австралія F5, Кернс          | Ф'ючерс | Тверде   | Адам Фіні         | Джей Адріїч Ендрю Віттінгтон     | 6–3, 7–5           |
| Перемога  | 2–2 | Вер 2012 | Австралія F6, Аліс-Спрингс   | Ф'ючерс | Тверде   | Адам Фіні         | Сем Грот Майкл Вінус             | 4–6, 6–2, [10–8]   |
| Перемога  | 3–2 | Тра 2013 | Греція F8, Афіни             | Ф'ючерс | Тверде   | Колін Ебелтіт     | Джозеф Ґілл Брюс Стракан         | 4–6, 6–2, [10–5]   |

## Часовий графік результатів
| W | Ф | ПФ | ЧФ | #Р | КТ | К# | DNQ | A | NH |

### Одиночний розряд
| Турніри Великого шлему                 |     |     |     |     |     |     |       |     |    |
| Відкритий чемпіонат Австралії з тенісу | К1р | К1р | 1р  | К1р | 1р  | К1р | 0 / 2 | 0–2 | 0% |
| Відкритий чемпіонат Франції з тенісу   |     |     |     |     | К1р |     | 0 / 0 | 0–0 | –  |
| Вімблдонський турнір                   |     | К1р |     |     |     |     | 0 / 0 | 0–0 | –  |
| Відкритий чемпіонат США з тенісу       |     | К1р |     | К1р | К1р |     | 0 / 0 | 0–0 | –  |
| В-П                                    | 0–0 | 0–0 | 0–1 | 0–0 | 0–1 | 0–0 | 0 / 2 | 0–2 | 0% |

## Юніорські фінали турнірів Великого шолома

### Одиночний розряд: 1 (1 поразка)
| Результат | Рік  | Турнір                                 | Покриття                 | Суперник            | Рахунок       |
| --------- | ---- | -------------------------------------- | ------------------------ | ------------------- | ------------- |
| Поразка   | 2006 | Відкритий чемпіонат Австралії з тенісу | Корт з твердим покриттям | Олександр Сидоренко | 3–6, 6–7(4–7) |